# Estació d'Ildefons Cerdà - Ciutat de la Justícia
Ildefons Cerdà - Ciutat de la Justícia és una estació de Ferrocarrils de la Generalitat de Catalunya (FGC), i de la línia 10 del Metro de Barcelona, que dona servei a la població de la zona i a la Ciutat de la Justícia de Barcelona i l'Hospitalet de Llobregat. L'enllaç entre les estacions de metro i FGC es realitza a peu de carrer ja que no disposa de passadissos que les connectin.
A l'estació d'FGC s'hi aturen tots els serveis de la Línia Llobregat-Anoia i és situada sota l'avinguda de la Granvia, prop de la plaça Cerdà, a l'Hospitalet de Llobregat. Aquesta es va inaugurar el 1987 quan es va soterrar la línia entre la plaça Ildefons Cerdà i l'estació de Sant Josep.
L'estació de metro dona servei a la L10 i disposa de dos accessos a l'avinguda de les Corts Catalanes, amb ascensors i escales mecàniques. La previsió inicial era obrir l'estació de la L10 l'any 2007, finalment, l'estació de metro va obrir al públic al 23 de novembre de 2019. S'estima que l'estació de metro registrarà 5.600 viatges diaris que creixeran fins als 12.000 quan entri en servei el tram central de la línia.

## Serveis ferroviaris
| Procedència/Destinació          | <                         | Línia               | >              | Procedència/Destinació         |
| ------------------------------- | ------------------------- | ------------------- | -------------- | ------------------------------ |
| Línia Llobregat-Anoia de FGC    |                           |                     |                |                                |
| Barcelona - Plaça Espanya       | Magòria La Campana        |                     | Europa \| Fira | Molí Nou \| Ciutat Cooperativa |
| Barcelona - Plaça Espanya       | Magòria La Campana        | Can Ros             | Europa \| Fira |                                |
| Barcelona - Plaça Espanya       | Magòria La Campana        | Olesa de Montserrat | Europa \| Fira |                                |
| Barcelona - Plaça Espanya       | Magòria La Campana        | Martorell Enllaç    | Europa \| Fira |                                |
| Barcelona - Plaça Espanya       | Magòria La Campana        | Quatre Camins       | Europa \| Fira |                                |
| Barcelona - Plaça Espanya       | Magòria La Campana        | Manresa Baixador    | Europa \| Fira |                                |
| Barcelona - Plaça Espanya       | Magòria La Campana        | Igualada            | Europa \| Fira |                                |
| Barcelona - Plaça Espanya       | Barcelona - Plaça Espanya |                     | Europa \| Fira | Manresa Baixador               |
| Barcelona - Plaça Espanya       | Barcelona - Plaça Espanya | Igualada            | Europa \| Fira |                                |
| Metro de Barcelona              |                           |                     |                |                                |
| Zal \| Riu Vell                 | Foneria                   |                     | Provençana     | Collblanc                      |
| Projectat                       |                           |                     |                |                                |
| Pratenc                         | Foneria                   |                     | Provençana     | Gorg                           |
| Font recorregut: PDI 2009-2018. |                           |                     |                |                                |

## Galeria d'imatges

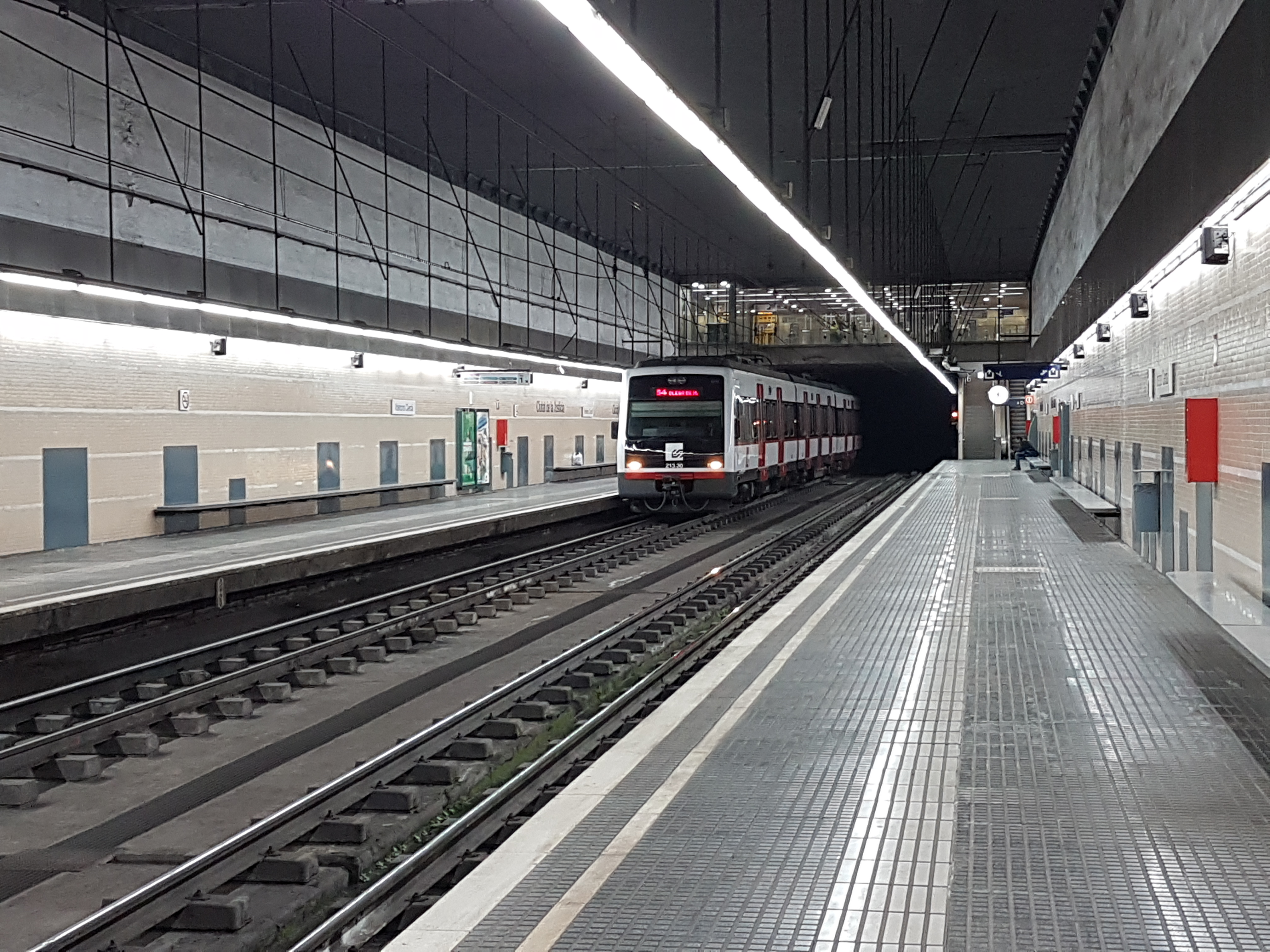
Andana d'FGC amb un servei S4 destinació Olesa de Montserrat
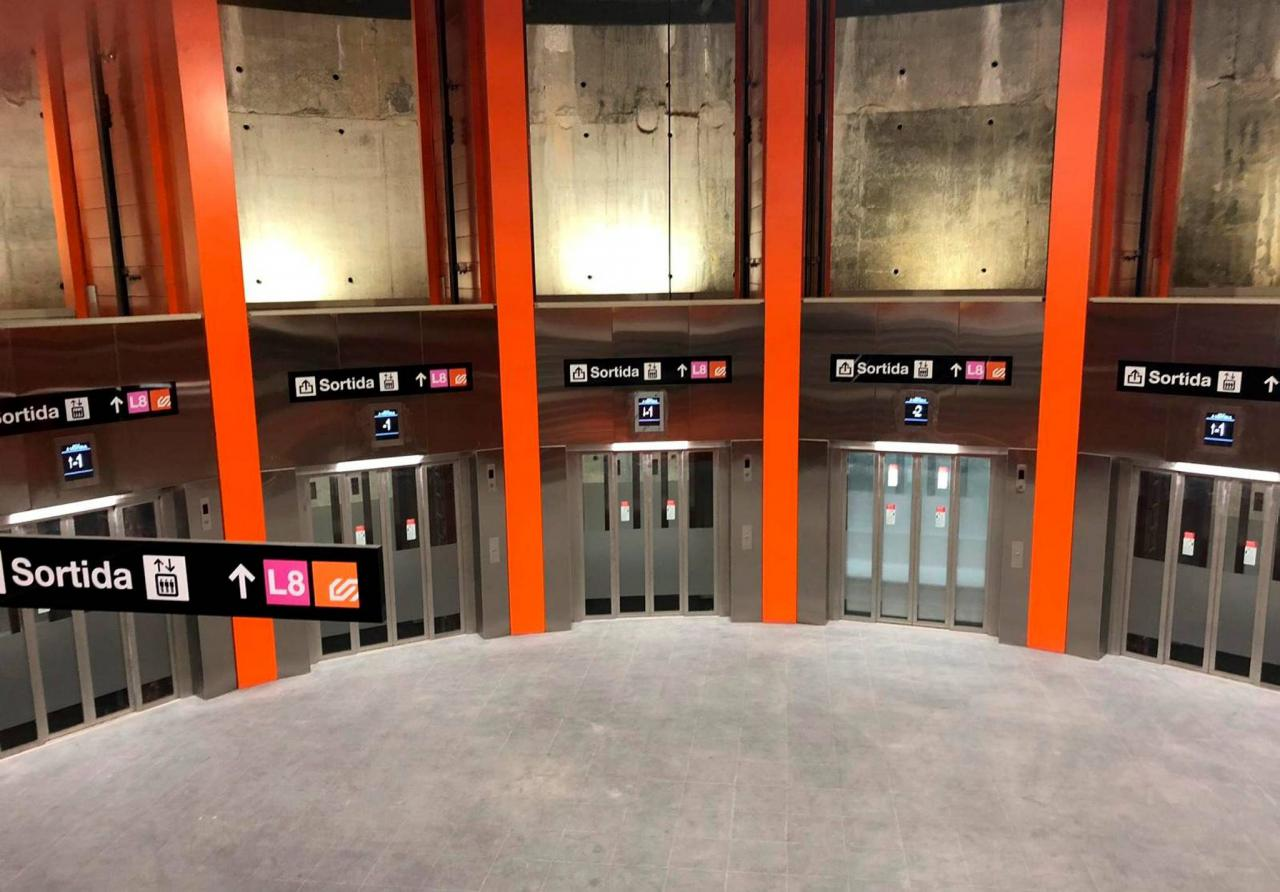
Vista de la planta inferior del pou de l'estació de metro
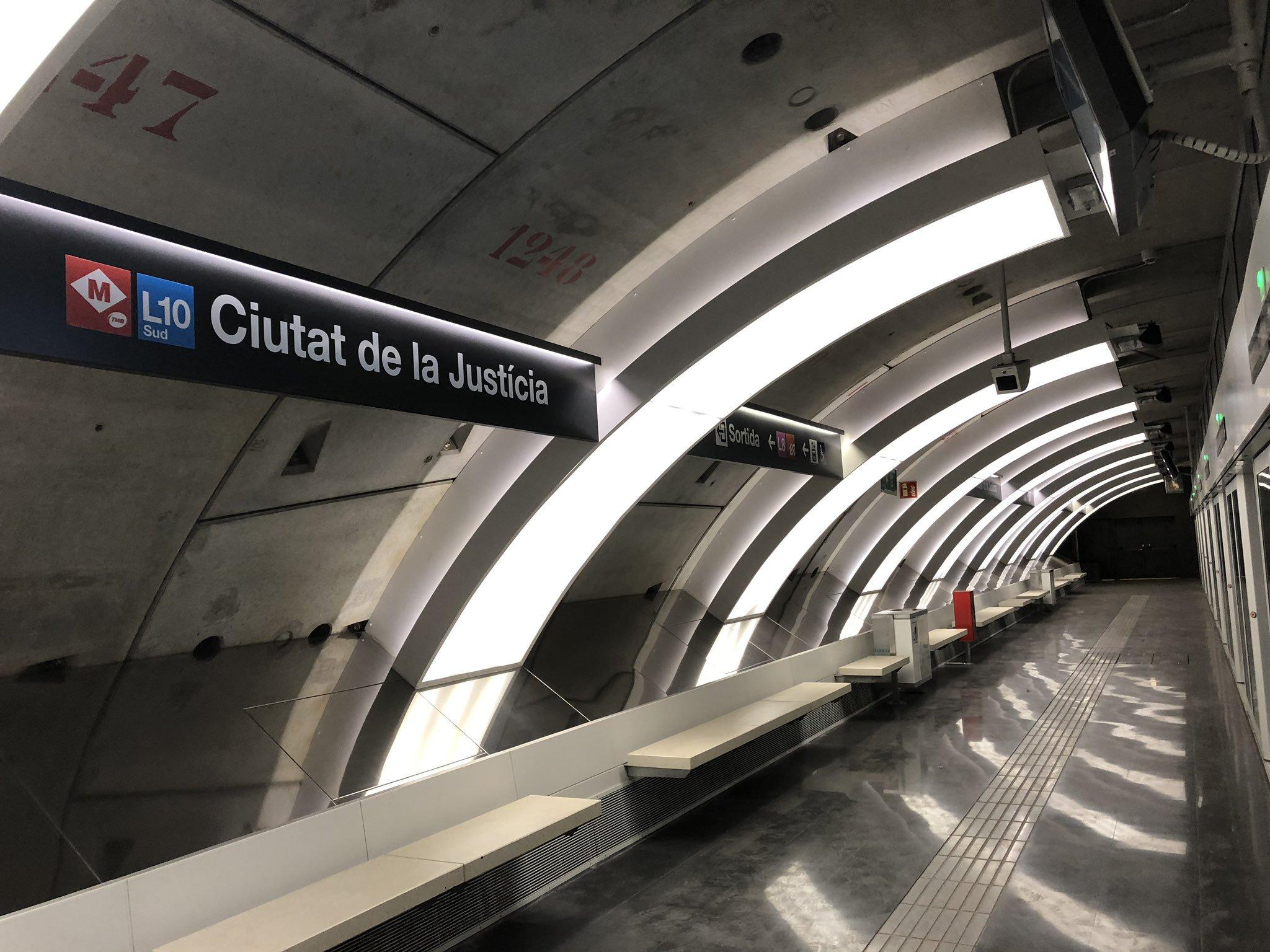
Andana superior de l'estació de metro

## Accessos
- Avinguda de la Granvia de l'Hospitalet